# Tournament of Roses (film 1913)
Tournament of Roses è un cortometraggio muto del 1913 prodotto dalla Nestor. Il nome del regista non viene riportato nei credit.

## Produzione
Il film fu prodotto dalla Nestor Film Company. Venne girato a Pasadena durante la Rose Parade, la sfilata di carri allegorici e floreali che si tiene ogni anno dal 1890 nella città californiana.

## Distribuzione
Distribuito dalla Motion Picture Distributors and Sales Company, il film - un documentario di 100 metri - uscì nelle sale cinematografiche USA il 17 febbraio 1913.
Nelle proiezioni, veniva programmato con il sistema dello split reel, accorpato in un'unica bobina con un altro cortometraggio della Nestor, la commedia When a Man Marries.